# Pauline Viardot-García
Pauline Viardot-García (Parijs, 18 juli 1821 - aldaar, 18 mei 1910) was een Spaans-Franse componiste en mezzosopraan.

## Familie Garcia
Pauline Viardot-Garcia kwam uit een bijzondere familie. Haar vader was de Spaanse tenor Manuel del Pópulo Vicente García. Rossini schreef voor hem de rol van graaf Almaviva in De Barbier van Sevilla, waarmee hij over de hele wereld optrad. Manuel kreeg met zijn tweede vrouw, sopraan Joaquina Sitches, twee dochters en een zoon. Beide dochters, Maria en Pauline, werden zangeres en zijn zoon Manuel jr. werd een beroemde zangpedagoog. Het hele gezin reisde rond, bijvoorbeeld naar de Verenigde Staten, waar ze in 1826 de eerste voorstellingen van Italiaanse opera organiseerden. Het hele gezin stond op het podium in De Barbier van Sevilla, met uitzondering van de 5-jarige Pauline. Uiteindelijk kwam het gezin terug naar Europa en vestigde zich in Parijs.
Maria werd een echte diva, Maria Malibran (1808 - 1836), met een opwindend leven dat door de roddelpers gretig werd gevolgd. Er kwam op dramatische manier een einde aan haar leven, toen ze op 28-jarige leeftijd van haar paard viel en enkele dagen daarna stierf. Dit was niet het einde van haar roem, maar droeg daar eerder aan bij.

## Huwelijk met Louis Viardot
George Sand was al vanaf het begin een groot bewonderaarster van Viardot, en werd later ook een intieme vriendin. Ook Alfred de Musset was enthousiast over haar, wat hij liet blijken in zijn recensies in de krant. Zij trouwde op advies van George Sand met Louis Viardot, op dat moment directeur van het Theatre Italien. Hij was 20 jaar ouder dan zij en deed al het mogelijke om haar carrière te steunen.

## Pauline Viardot en Ivan Toergenjev
Viardot kwam terecht in Sint-Petersburg, waar ze 3 seizoenen lang prima donna was. Daar ontmoette ze de Russische schrijver Ivan Toergenjev, een jachtvriend van haar man, die onmiddellijk tot over zijn oren verliefd op haar werd. Dit was het begin van een levenslange verhouding, die fluctueerde tussen vriendschap, liefde, obsessie, frustratie en artistieke zielsverwantschap.
Behalve met Toergenjev was Pauline bevriend met een groot aantal Europese kunstenaars, zoals Ary Scheffer, Clara Schumann, Frederic Chopin, Gioacchino Rossini, Camille Saint-Saëns, Charles Gounod en Hector Berlioz, van wie de laatste twee ook vielen voor de charmes van Viardot. In huize Viardot werd twee keer per week een salon gehouden, waar al deze mensen en nog vele anderen elkaar troffen.
Viardot reisde veel en zong op alle grote podia in Europa. Ze was heel bekend en geliefd in Engeland en Duitsland, waar ze op goede voet stond met de vorstenhuizen.
Een aantal componisten beschouwde haar als ‘collaboratrice’, medewerkster, aan hun opera’s, bijvoorbeeld Charles Gounod en Hector Berlioz. Anderen prezen haar als componiste de hemel in.

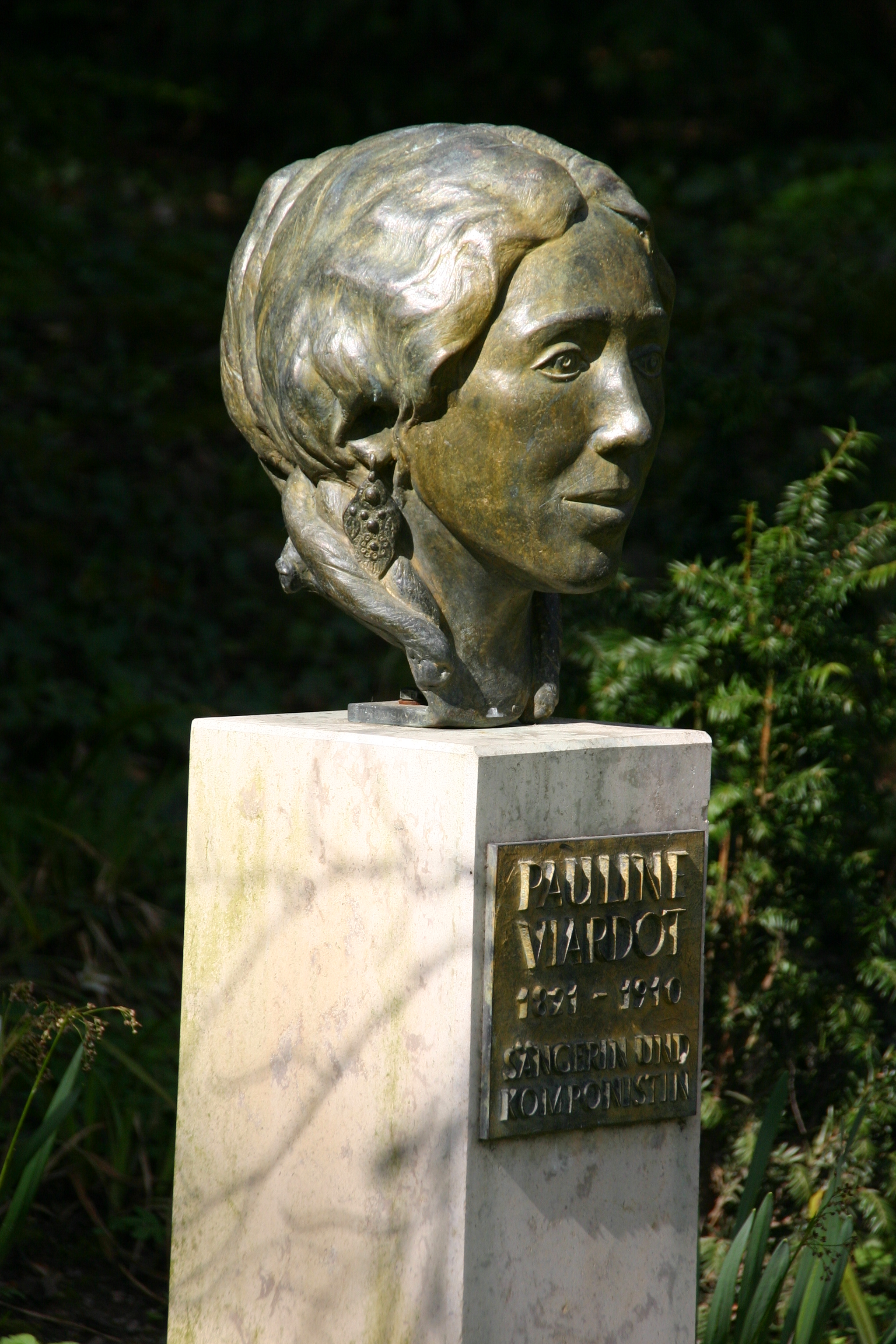
Borstbeeld van Pauline Viardot in Baden-Baden
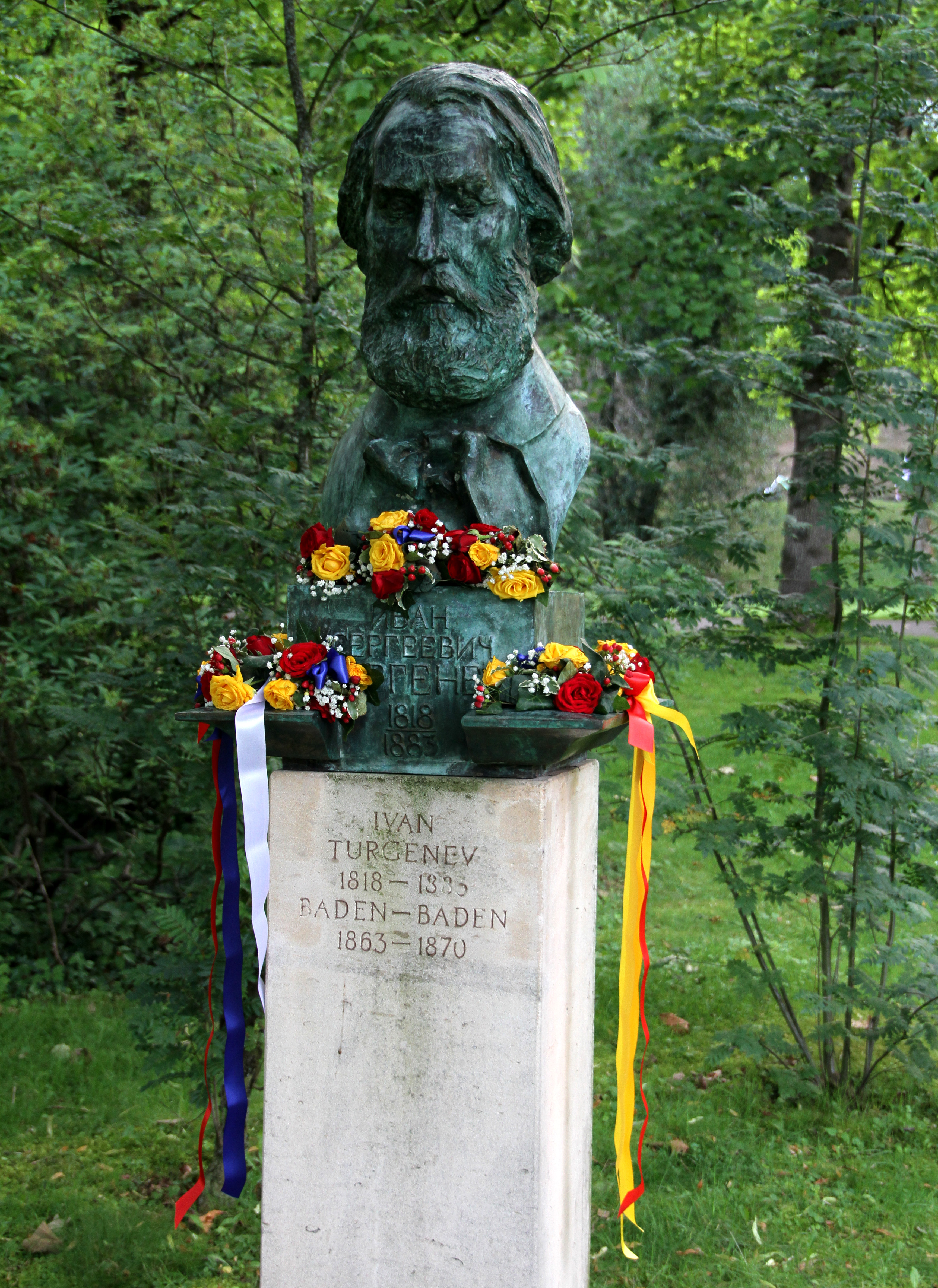
Borstbeeld van Ivan Toergenjev in Baden-Baden